# José Tartiere y Lenegre
José Tartiere y Lenegre, és un enginyer industrial  espanyol nascut a Bilbao el 21 de novembre de 1848 i mort a Lugones (Siero), Principat d'Astúries, el 18 d'abril de 1927.
La seva família era d'ascendència francesa, i l'ambient tant familiar com de l'època en què va créixer era eminentment de desenvolupament industrial, la qual cosa va fer que José Tartiere veiés en la indústria i en el desenvolupament de la seva modernització una raó de ser.
Va obtenir, el títol d'Enginyer Industrial amb el número u de la seva promoció a l'Escola de Barcelona.
Es va traslladar, a 1875, a Astúries, ja que tenia intenció de trobar una fórmula per aconseguir dinamita per utilitzar en les nombroses mines de carbó de la zona. Però com a Espanya fins a 1877 la dinamita només podia ser comercialitzada pel grup Nobel, va haver d'abandonar la idea.
Va contreure matrimoni amb la d'Oviedo Dolores de les Ales Pumariño, amb qui va tenir quatre fills.
Malgrat això i, a imitació d'altres empresaris emprenedors com Antonio Thiry, qui va fundar "La Manjoya", dedicada a la preparació de la dinamita, àcid nítric i àcid sulfúric, entre altres materials químics, Tartiere va dur a terme la fundació de la societat anònima "Santa Bàrbara" en 1880, tot i que no va començar a funcionar fins a 1883, produint pólvora per diverses armes, com les emprades en la caça, o la munició de les armes utilitzades pels espanyols en l'última  Guerra de Cuba, en la qual a més va participar amb l'exèrcit espanyol.
Després de la seva participació en el conflicte bèl·lic, va entrar a formar part de la Unió Espanyola d'Explosius, que tractava d'unificar totes les empreses del sector per intentar evitar la competència entre elles. Després de quinze anys de treballs a la Societat Anònima Santa Bàrbara, José Tartiere, juntament amb  Policarpo Herrero i Hemógenes González Oliveros, entre altres inversors, inicia un nou projecte industrial que es va anomenar "Societat Industrial Asturiana Santa Bàrbara", en els estatuts s'establia com a objectiu social l'adquisició i explotació de ferrocarrils i mines, l'establiment o compra de fàbriques i tallers, adquirir obligacions o accions de bancs i societats, i associar-se amb altres empreses.
Va obrir el ventall dels seus interessos, participant en altres societats i ocupant-se de l'abastament d'aigua, electricitat i de producció de gas, per poder abastar aquests altres àmbits va donar lloc a la "Societat Popular Ovetense", l'any 1898.
Va tractar de contribuir al desenvolupament de les seves empreses amb la fundació d'una entitat bancària a 1899, “Banco Asturiano de Industria y Comercio en Oviedo”, comptant amb l'ajuda dels seus col·laboradors habituals.
Com a part del seu treball en el proveïment d'aigua, en 1912 se li va encarregar realitzar les obres pertinents per a l'aprofitament de les aigües dels llacs de Somiedo per a l'obtenció d'energia elèctrica, per al que va comptar amb l'ajuda d'altres societats com la Societat Popular Ovetense i la Companyia Popular de Gas i Electricitat de Gijón, amb les que va formar en 1920 una nova societat anònima, l'anomenada "Hidroeléctrica del Cantábrico-Salts d'Aigua de Somiedo".
José Tartiere va diversificar encara més el seu camp d'acció, apropant fins i tot al món de la premsa, fundant en 1923 va fundar el periòdic La Voz de Asturias.
José Tartiere va rebre reconeixement de la seva tasca com a gran empresari i emprenedor tant per part del govern espanyol, el 1921 el rei Alfons XIII li va concedir el títol de comte de Santa Bàrbara de Lugones, per part del govern de França, el qual, tres anys després de la seva mort li va concedir la Legió d'Honor. També després de la seva mort, el 1927, el govern asturià va decidir erigir un monument en el seu honor que es va descobrir sis anys després del mateix.
L'any 1933 l'Ajuntament d'Oviedo va inaugurar el monument en honor de  José Tartiere Lenegre, obra de Víctor Hevia i Manuel Álvarez Laviada, situat en el Passeig dels Àlbers del Campo de San Francisco de la ciutat d'Oviedo.